# Inga Löfstedt
Inga Birgit Maria Löfstedt, född den 3 mars 1910 i Växjö, död den 3 april 1998 i Lund, var en svensk biblioteks- och skolman.
Inga Löfstedt avlade studentexamen 1931, filosofie kandidatexamen vid Lunds universitet 1935 och filosofie licentiatexamen 1938. Hon promoverades till filosofie doktor 1944 på avhandlingen Zum Sekundärumlaut von germanischen a im Bairischen. Inga Löfstedt blev amanuens vid Lunds universitetsbibliotek 1940 och bibliotekarie där 1948. Hon blev docent i tyska språket vid Lunds universitet 1947 och, efter provår 1964, lektor i tyska vid Kristianstads högre allmänna läroverk 1965. Inga Löfstedt vilar i minneslund på Norra kyrkogården i Lund.